# Xã Lake Marshall, Quận Lyon, Minnesota
Xã Lake Marshall (tiếng Anh: Lake Marshall Township) là một xã thuộc quận Lyon, tiểu bang Minnesota, Hoa Kỳ. Năm 2010, dân số của xã này là 568 người.